# La visita que no tocó el timbre
La visita que no tocó el timbre es una obra de teatro en tres actos de Joaquín Calvo Sotelo, estrenada en el Teatro Lara, de Madrid el 16 de diciembre de 1949 bajo el título de La visita que no llamó al timbre.

## Argumento
Dos solterones, los hermanos Juan y Santiago Villanueva encuentran un bebé abandonado en la puerta de su casa. A partir de ese momento se harán cargo del niño provocando situaciones cómicas e inéditas en su hasta ese momento ordenada vida. Repentinamente aparece la madre arrepentida, reclamando a su criatura.

## Representaciones destacadas
- Teatro (Estreno, 1950)
  - Intérpretes: Rafael Rivelles, Mariano Azaña, Mary Carrillo.

- Teatro (Teatro Ateneo, Buenos Aires, 1950). 
  - Intérpretes: Alberto Closas, Irma Córdoba, Juan Serrador.

- Cine (México, 1954). 
  - Dirección: Julián Soler.
  - Intérpretes: Abel Salazar, Manolo Fábregas, Miroslava, Anabel Gutiérrez.

- Cine (España, 1965). 
  - Dirección: Mario Camus.
  - Intérpretes: Alberto Closas, José Luis López Vázquez, Laura Valenzuela, Gracita Morales, Luis Ciges, Rafaela Aparicio, Luis Sánchez Polack.

- Teatro (Real Coliseo de Carlos III, San Lorenzo de El Escorial, 1994). 
  - Dirección: Martín Ferrer.
  - Intérpretes: Pastor Serrador, Concha Goyanes, Valentín Gascón..